# Richard Jacobs Haldeman

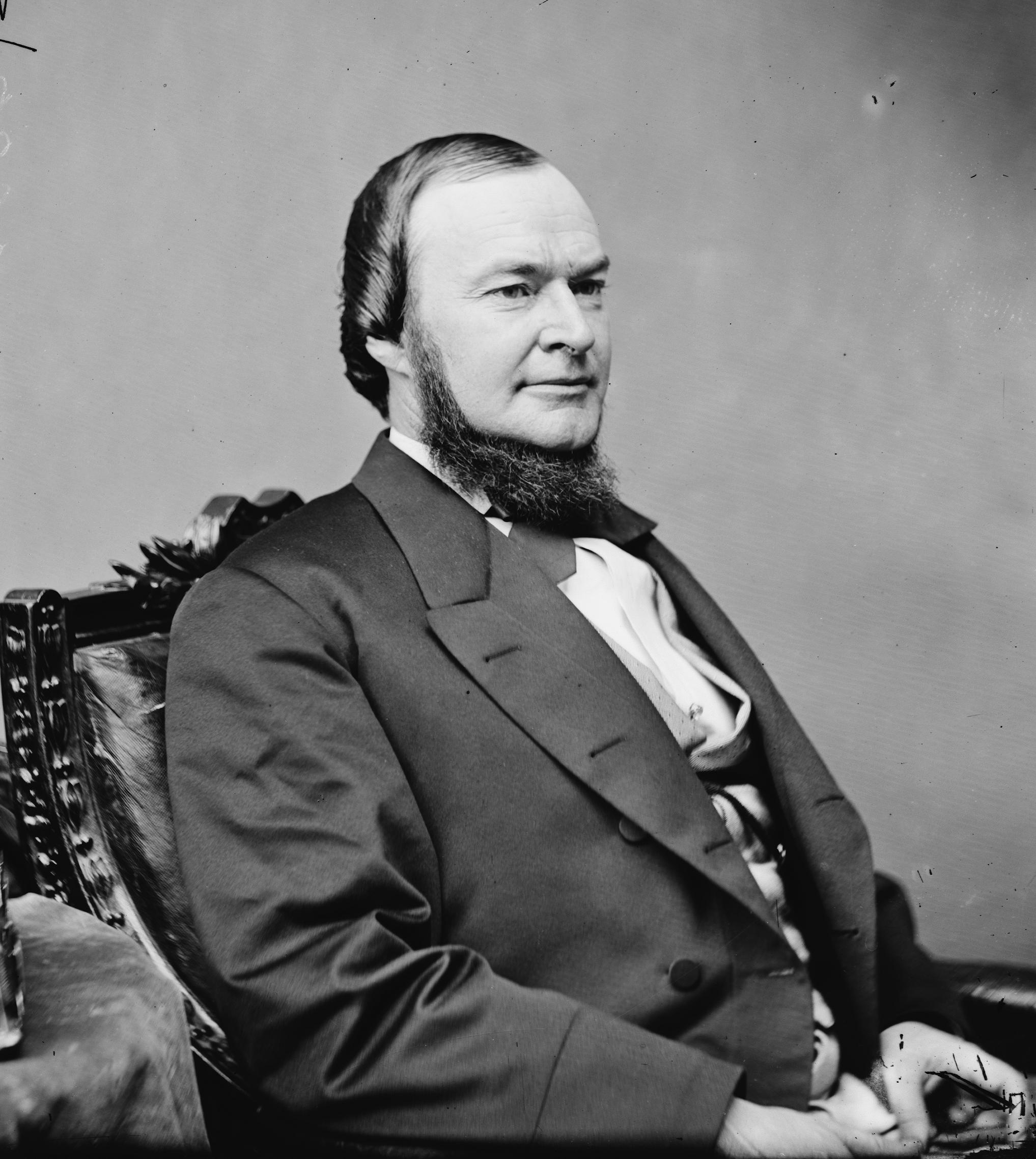
Richard Jacobs Haldeman

Richard Jacobs Haldeman (* 19. Mai 1831 in Harrisburg, Pennsylvania; † 1. Oktober 1886 ebenda) war ein US-amerikanischer Politiker. Zwischen 1869 und 1873 vertrat er den Bundesstaat Pennsylvania im US-Repräsentantenhaus.

## Werdegang
Richard Haldeman genoss eine gute Schulausbildung und besuchte danach bis 1851 das Yale College. Er setzte seine Ausbildung an der Universität Heidelberg und der Friedrich-Wilhelms-Universität in Berlin fort. Im Jahr 1853 war er als Diplomat an der amerikanischen Botschaft in Paris tätig. Später bekleidete er ähnliche Positionen an den Botschaften in Sankt Petersburg und Wien. Bei seiner Rückkehr nach Harrisburg gab er dort bis 1860 zwei Zeitungen heraus. Politisch schloss er sich der Demokratischen Partei an. Im Jahr 1860 nahm er als Delegierter an beiden Democratic National Conventions in Charleston und Baltimore teil.
Bei den Kongresswahlen des Jahres 1868 wurde Haldeman im 15. Wahlbezirk von Pennsylvania in das US-Repräsentantenhaus in Washington, D.C. gewählt, wo er am 4. März 1869 die Nachfolge von Adam John Glossbrenner antrat. Nach einer Wiederwahl konnte er bis zum 3. März 1873 zwei Legislaturperioden im Kongress absolvieren. Im Jahr 1872 verzichtete er auf eine weitere Kandidatur.
Nach dem Ende seiner Zeit im US-Repräsentantenhaus zog sich Richard Haldeman in den Ruhestand zurück. Er starb am 1. Oktober 1886 in seinem Geburtsort Harrisburg, wo er auch beigesetzt wurde.